# Franz Seitelberger
Franz Seitelberger (ur. 4 grudnia 1916 w Wiedniu, zm. 2 listopada 2007) – austriacki neurolog i neuropatolog.

## Życiorys
Studiował medycynę na Uniwersytecie Wiedeńskim. W 1950 specjalizował się z neurologii i psychiatrii. W 1958 roku został profesorem nadzwyczajnym macierzystej uczelni. Od 1959 do 1987 kierował Wydziałem Neurologii Uniwersytetu Wiedeńskiego, od 1970 do 1990 Instytutem Badań nad Mózgiem Austriackiej Akademii Nauk, w latach 1975-77 był jego rektorem a od 1977 do 1978 prorektorem. W 1960 był na gościnnych wykładach i od 1984 do 1986 w ramach stypendium Fogarty'ego w National Institutes of Health w Bethesdzie. W 1987 przeszedł na emeryturę. W tym samym roku Austriacka Akademia Nauk przyznała mu Nagrodę Erwina Schrödingera.

## Działalność naukowa
Frazn Seitelberger dokonał istotnych odkryć na polu neurologii, neuroanatomii i neuropatologii; badał szczególnie choroby neurodegeneracyjne. W jego dorobku znajduje się ponad 400 prac naukowych. 

## Prace
- The History of the Neurological School of Vienna. By Hans Hoff and Franz Seitelberger. Journal of Nervous and Mental Diseases, 1952, 116: 495-505.
- Prof. H. Hoff zum 60. Geburtstag. By Hans Hoff and Franz Seitelberger. Springer-Verlag, 1958.
- Zur Neuropathologie des Alkoholismus. 1962.
- Ernst Frauchiger, Franz Seitelberger. Symposion über vergleichende Nauropathologie von München. 1961. Springer-Verlag, 1962.
- Wilhelm Krücke, Franz Seitelberger. Symposium über die Paramyloidosen von Anvers. 1960. Springer-Verlag. 1963.
- Symposium über den Liquor cerebrospinalis. Springer-Verlag, 1966.
- Franz Seitelberger, Kurt A. Jellinger. Grundzüge der morpholog. Entwicklung des Zentralnervensystems. 1967.
- Zur Immunopathogenese der Hirngewebsläsionen bei Multipler Sklerose. 1969.
- Lebensstadien des Gehirns. 1978.
- Umwelt und Gehirn. 1980.
- Manfred Beck, Franz Seitelberger, Friedrich G. Schmieder. Leistungsdiagnostik und Rehabilitation von organischen Hirnschädigungsfolgen. 1983.
- Wie geschieht Bewußtsein? 1987.
- Bewußtsein und Bewußtes - Geist und Geistiges. Ethik und Sozialwissenschaften, Zweite Diskussionseinheit. Heft 1, 1995. Published by Universität-Gesamthochschule Paderborn.
- Neurobiologische Aspekte der Intelligenz. [w:] Die Evolution des Denkens.12 Beiträge, Hg. Konrad Lorenz, Franz M. Wuketits, Monachium 1983.
- Franz Seitelberger, Georges Goedert, Erhard Oeser, Wiebrecht Rie, Klaus Wellner, Johann. J. Gestring, Barbara Neymeyr, Endre Kiss, Rafael Capurro, Renate Bauer. Das Bewusstsein - philosophische, psychologische und physiologische Aspekte. Jörg Albertz. 1994.
- Gehirn, Bewußtsein, Erkenntnis. With Erhard Oeser. 2nd and expanded edition. Wissenschaftliche Buchgesellschaft, Wiedeń 1995.
- Franz Seitelberger, Alf Zimmer, Ulrich Freitag, Gundel Mattenklott. Wahrnehmung und Wirklichkeit - Wie wir unsere Umwelt sehen, erkennen und gestalten. 1997.
- Theodor Meynert (1833-1892) Pioneer and Visionary of Brain Research. Journal of the History of the Neurosciences, 1997, 6 (3): 264-274.